# Harry Voigt
Harry Voigt   (Berlín, 15 de juny de 1913 - Barver, 29 d'octubre de 1986) fou un atleta alemany, especialista en curses de velocitat, que va competir durant la dècada de 1930.
El 1934, al Campionat d'Europa d'atletisme de Torí, guanyà la medalla d'or en els relleus 4x400 metres. Dos anys més tard, als Jocs Olímpics de Berlín, guanyà la medalla de bronze en la cursa dels 4x400 metres relleus del programa d'atletisme. Feia equip amb Helmut Hamann, Friedrich von Stülpnagel i Rudolf Harbig.

## Millors marques
- 400 metres. 48.0" (1933)[1][2]